# Баумайстер, Рейнхард
Рейнхард Баумайстер (нем. Reinhard Baumeister; 19 марта 1833, Гамбург - 11 февраля 1917, Карлсруэ) - немецкий дорожный инженер и градостроитель, один из основоположников (наряду с Йозефом Штюббеном и Камилло Зитте) научного градостроительства в Германии.

## Биография
Родился в Гамбурге в семье Германа Баумайстера (1848/49 - Председатель Учредительного собрания Гамбурга, 1853 - временный Председатель Парламента Гамбурга, 1876 - председатель Высшего Ганзейского суда).
- 1843-1849 учёба в средней школе в Гамбурге
- 1849-1851 Политехнический институт Ганновера, завершение школьного образования
- 1851-1853 учёба на инженера в Политехническом институте Карлсруэ. Государственный экзамен в 1853 г., присвоена квалификация Инженер
- 1854 инженер-стажер в Великой Герцогской Железнодорожной Инспекции в Карлсруэ, 1855 - в Великой Герцогской Железнодорожной Инспекции, Вальдсхут
- 1856-1857 ассистент Политехнического института в Карлсруэ, в 1857 г. - учебная поездка в Великобританию
- 1857-1858 гг. инженер-стажер в Великой Герцогской гидравлической и дорожно-строительной инспекции, Раштатт, 1858-1860 гг. в той же инспекции в Гернсбахе
- 1860-1862 гг. инженер-строитель в Инспекции по строительству железной дороги Великого Герцогства Баден в Шаффхаузене
- 1862 постоянный профессор инженерного дела и городского планирования в Политехническом институте Карлсруэ (с 1885 года высшая техническая школа), директор инженерного отдела
- 1880 строительный советник, 1885 старший строительный советник, 1906 тайный советник по строительству города Карлсруэ
- В 1912 году в возрасте 79 лет вышел в отставку, оставшись тайным советником II класса, а также членом Большого совета Технического университета Карлсруэ
- С началом Первой мировой войны в 1914 г., посчитав себя военнообязанным, вернулся в университет, где продолжал преподавание до своей смерти [2]

## Вклад в градостроительство
Начав свою деятельность с участия в строительстве железных дорог, Баумайстер в процессе своей работы понял необходимость согласования дорожного строительства с развитием и расширением городов. Это привело его к размышлениям о городе как живом организме и поискам научной основы для обеспечения его гармоничного развития при расширении. Так он пришёл к выводу о необходимости всеобъемлющего инженерного планирования города, задачи которого он кратко обобщил в своей речи при избрании ректором Технического университета Карлсруэ 2 ноября 1895 г.:
1. Общественное водоснабжение
2. Очистка и осушение, особенно канализация
3. Устройство автомобильных и железных дорог в особой связи с жилищным вопросом

Также этой в речи было указано на необходимость планирования городских учреждений общественного здравоохранения.
Полностью свои градостроительные идеи Баумайстер изложил в 1876 г. в фундаментальной монографии "Расширение города с точки зрения техники, строительного регулирования и экономики" (Stadt-Erweiterungen in Technischer, Baupolizeilicher und Wirtschaftlicher Beziehung). Эта книга явилась первым трудом научного градостроительства в Германии. Баумайстер стал одним из учредителей Ассоциации объединений немецких архитекторов и инженеров (1871) и немецкой Ассоциации общественного здравоохранения (1873). На общем собрании Ассоциации архитекторов и инженеров в 1873 г. был представлен впервые разработанный на основании его идей план расширения города Хайльбронн, который затем в 1874 г. был публично продемонстрирован в Берлине, получив международное признание. Подобные планы расширения были разработаны и реализованы для городов: Мангейм, Росток, Гейдельберг и Раштатт. По инициативе Баумайстера градостроительство в 1887 году было впервые введено в качестве предмета преподавания в Техническом университете Карлсруэ.
После смерти Баумайстера в 1917 г., в некрологе, опубликованном в Zentralblatt der Bauverwaltung, другой виднейший и всемирно признанный немецкий градостроитель Йозеф Штюббен (1845–1936), написал следующее: «В городском планировании, во многом благодаря Баумайстеру, победили гигиенические и социальные принципы. Все практики и теоретики градостроительства нашего времени сознательно или неосознанно, прямо или косвенно, во многих вещах следуют предложениям Баумайстера».

## Избранные труды
- Теория архитектурных форм для инженеров (Architektonische Formenlehre für Ingenieure. Stuttgart 1866)
- Расширение города с точки зрения техники, строительного регулирования и экономики (Stadterweiterungen in technischer, baupolizeilicher und wirthschaftlicher Beziehung. Berlin 1876 [4])
- Нормальный строительный кодекс, с пояснениями (Normale Bauordnung, mit Erläuterungen, Wiesbaden, 1880)
- Современные расширения городов (Moderne Stadterweiterungen, Hamburg, 1887)
- Строительство городских дорог и уборка города (Städtisches Strassenwesen und Städtereinigung, Berlin: Ernst Toeche, 1890)
- Перераспределение городских земель и зональная экспроприация (Die Umlegung städtischer Grundstücke und die Zonen enteignung (von R. Baumeister, J. Classen und J. Stübben), Berlin, 1897)
- Градостроительные планы в старые и новые времена (Stadtbaupläne in alter und neuer Zeit, Stuttgart, 1902)
- Строительный регламент и жилищный вопрос (Bauordnung und Wohnungsfrage. In: Brix, Genzmer (Hrsg.): Städtebauliche Vorträge aus dem Seminar für Städtebau. Band IV, Heft 3, Berlin 1910)
- Градостроительство (VI. Städtebau, in: Deutschland unter Kaiser Wilhelm II. Dritter Band, Zehntes Buch, 1914, S. 375–388)